# Antithymozytenglobulin
Antithymozytenglobulin (ATG) ist ein immunsuppressiv wirkendes Gemisch polyklonaler Antikörper, welches meist zur Therapie von Abstoßungsreaktionen nach Organtransplantation eingesetzt wird.
ATG wird aus dem Blut von Pferden (h-ATG) oder Kaninchen (r-ATG) gewonnen, nachdem diese gegen humane Thymozyten oder T-Lymphozyten immunisiert wurden. Da sich die Oberflächenantigene der T-Lymphozyten auch auf anderen Immunzellen befinden, wirkt ATG ebenso gegen B-Lymphozyten, dendritische Zellen, NK-Zellen und Makrophagen. Die enthaltenen Antikörper binden an spezifische Antigene und führen über verschiedene Mechanismen zur Zerstörung der Zellen; dazu gehören die antikörperabhängige zellvermittelten Zytotoxizität (engl. antibody dependent cell cytotoxicity, ADCC) oder die komplementabhängige Zytotoxizität (engl. complement dependent cytotoxicity, CDC). Obwohl weitere Wirkmechanismen wie die Induktion regulatorischer T-Zellen oder NK-Zellen bekannt sind, wird die Depletion von T-Lymphozyten als Hauptursache für die Immunsuppression angesehen.
ATG wird zur Prävention der akuten und chronischen Graft-versus-Host-Reaktion (GVHR) bei allogenen Transplantationen von Knochenmark und peripheren Blutstammzellen eingesetzt. Außerdem wird es zur Prävention und Therapie der akuten Abstoßungsreaktion nach Transplantation von Herz, Niere, Leber oder Pankreas verabreicht, sowie zur Therapie der schweren aplastischen Anämie.